# Macbeth al Scoției
Mac Bethad mac Findlaích (în gaelica modernă: MacBheatha mac Fhionnlaigh, anglicizat ca Macbeth, și poreclit Rí Deircc, „Regele Roșu”);  (n. 1005 – d. 15 august 1057, Lumphanan⁠(d), Aberdeenshire, Scoția, Regatul Unit) a fost rege al scoțienilor (cunoscut și ca rege al Albei, iar mai înainte ca Rege al Morayului și rege al Fortriului) din 1040 până la moartea sa. El este cunoscut ca subiect al tragediei lui William Shakespeare Macbeth și din multele opere care s-au inspirat din ea, deși piesa prezintă un portret inexact al domniei și personalității sale.
Macbeth a fost fiul Findláech-ului mac Ruaidrí, Mormaer de Moray. Despre mama lui, care nu este menționată în surse contemporane lui, se presupune că ar fi fost fiica regelui scoțian Malcolm al II-lea (Máel Coluim mac Cináeda). Acesta s-ar putea trage dintr-o nepoată a lui Malcolm, mai degrabă decât dintr-o fiică a sa.

## Conflictul cu regeleDuncan I
Chiar dacă William Shakespeare îl descrie pe Duncan I al Scoției ca un om înțelept, cronicarii contemporani cu el îl descriu ca fiind un tiran însetat de sânge și un egoist. În anul 1040, Macbeth a format o alianță cu vărul său, contele de Orkney, împotriva lui Duncan. Duncan a făcut o gafă, încercând să obțină mai multe teritorii, luptând pe două fronturi. El a mers spre nordul Angliei, spre a profita de haosul creat după moartea lui Harold Harefoot din 17 martie. A mers spre sud, și la atacat pe Durham. Contemporanii săi, au criticat acest atac. A suferit o înfrângere masivă, aproape toți soldații săi murind, iar puținii supraviețuitori au fugit. Duncan a pierdut în continuare bătălii importante.
Pe 14 august 1040, Duncan, în fruntea unei armate între 5.000 și 10.000 de persoane a poposit la Thorfinn Burghead. Duncan a fost învins, iar „Orkneyinga Saga”  ne raportează faptul că a fost omorât de proprii oameni după această bătălie. Ipoteza conform căreia el ar fi fost asasinat în castelul lui Macbeth este puțin probabilă. Duncan și-a condus țara în războaie de la nord la sud, pierzând patru bătălii: Durham, Deerness (pe mare), Thurso și Burghead. La două săptămâni de la moartea lui Duncan I, Macbeth a preluat tronul.
Cel mai bătrân fiu al lui Duncan I, Malcolm III Canmore l-a omorât și el, la rândul său, pe Macbeth și a domnit între 1058 și 1093.